# Live in Montreux 1969
Albums de Deep Purple
Live in Denmark
(2002) Perks and Tit
(2003)
Live in Montreux 1969 est un album de Deep Purple sorti en 2006.
Ce concert a été enregistré le 4 octobre 1969 au casino de Montreux, en Suisse. Il avait déjà vu le jour en 2003 sous le titre Kneel & Pray (Purple 207D), dans une édition limitée au format digipak.
Selon Greg Prato, qui donne 3,5/5 à l'album dans sa critique pour le site AllMusic, Live in Montreux 1969 « offre un aperçu intéressant de la période où Deep Purple décida d'arrêter les bêtises pour devenir un sacré groupe de hard rock ».

## Titres

### CD 1
1. Speed King / Kneel and Pray (Blackmore, Gillan, Glover, Lord, Paice) – 5:54
2. Hush (Joe South) – 6:55
3. Child in Time (Blackmore, Gillan, Glover, Lord, Paice) – 12:44
4. Wring That Neck (Blackmore, Lord, Paice, Nick Simper) – 20:33

### CD 2
1. Paint It, Black (Mick Jagger, Keith Richards) – 13:52
2. Mandrake Root (Blackmore, Lord, Rod Evans) – 24:43
3. Kentucky Woman (Neil Diamond) – 5:26

## Musiciens
- Ritchie Blackmore : guitare
- Ian Gillan : chant
- Roger Glover : basse
- Jon Lord : claviers
- Ian Paice : batterie